# 重水反應爐
重水反应堆（英語：Heavy Water Reactor，縮寫：HWR），简称重水堆，是一类利用重水作为中子慢化剂的核反应堆。最常见的重水反应堆是CANDU反应堆。

## 中子慢化剂
重水反应堆中利用的慢化剂——重水是一氧化二氘的俗称，其化学式为D2O，可以使中子减速，且其热中子吸收截面小，使重水反应堆核燃料利用率高于轻水反应堆（使用后的燃料中铀-235含量仅为0.13％），因而成为一种优良中子慢化剂。核反应堆中的核燃料（如铀、鈽等）产生的中子必须用慢化剂减速，才能使这些中子参与更多其他原子核的裂变。

## 副产物
重水反应堆产生的副产物（如鈽、氚等）比轻水反应堆产生的更多，这些副产物可以用于制造如裂变式原子弹、聚变式原子弹、中子弹以及初级热核武器。

## 优势
虽然普通的轻水在一些反应堆（如轻水反应堆）中也可以作为中子慢化剂 ，但由于轻水能吸收中子使反应堆中中子浓度降低，所以轻水反应堆中的核燃料需要更高程度地浓缩以达到临界质量，才能为持续反应提供保证。所以相对于轻水反应堆，重水反应堆对核燃料中有效放射性同位素浓度要求极低，可省去绝大部分提纯中使用的同位素分离工序，重水反应堆的乏燃料並不需要再濃縮就可以當成燃料，且其乏燃料不必进行后处理。
重水反應爐可以使用混合氧化物核燃料，這是回收核彈的方法；重水反應爐也可以使用含鈽不含鈾的燃料，則可以避免產生額外的鈽。
目前商用核反應爐的重大風險是在於失控時無法停止反應及核廢料處理儲存問題，重水反應爐可以減輕這些問題。

## 可能的危害
重水反应堆的一些反对者认为正因为这类反应堆可用低浓缩铀甚至未浓缩铀作为核燃料，所以建立基于这类反应堆的核电站会增加核扩散的风险：当某个国家掌握重水反应堆技术后，其只需天然铀就可以运行核电站，并通过核反应产生可用于制造核武器的危险放射性副产物，因此，这些国家便可绕过国际机构对浓缩铀的监管而发展核武器。
印度曾从一个称为“CIRUS”的研究用重水反应堆提取出鈽元素，并用于其首次核试验（“笑佛核试验”）。